# Okinawa SV
 (août 2024).
Si vous disposez d'ouvrages ou d'articles de référence ou si vous connaissez des sites web de qualité traitant du thème abordé ici, merci de compléter l'article en donnant les références utiles à sa vérifiabilité et en les liant à la section « Notes et références ».
Maillots
Okinawa Sport-Verein (沖縄スポーツクラブ), communément appelé Okinawa SV est un club de football japonais basé dans les villes de Tomigusuku et Uruma, situées dans la préfecture d'Okinawa. Le club évolue en Japan Football League.

## Histoire
Après avoir quitté le SC Sagamihara, l'ancien international de l'équipe nationale japonaise Naohiro Takahara a décidé de fonder un nouveau club à Okinawa. L'identité du club vient de deux clubs étrangers dans lesquels Takahara a joué au cours de sa carrière. Le nom du club a été inspiré par le Hamburger SV, qui a incité Takahara à fonder le club sous le nom d'Okinawa Sport-Verein (un terme allemand signifiant « club de sport »). Les couleurs du club et son design sont inspirés de Boca Juniors.
Takahara s'est imposé comme président, entraîneur et joueur, aidant ainsi le club basé à Kyushu à partir depuis la Japan Regional League. Au cours de sa première saison en 2016, le club a réalisé des débuts très prometteurs, restant invaincu tout en marquant 123 buts et en n'en concédant qu'un seul.
Le 27 novembre 2022, l'Okinawa SV a été promu en Japan Football League pour la première fois de son histoire. Il était assuré de la promotion après avoir battu le FC Kariya 4-0 lors de son dernier match du tour final de la Japan Regional League. L'Okinawa SV n'a eu besoin que de six saisons pour passer de la 3e division de la Ligue préfectorale d'Okinawa à la Japan Regional League.